# 불의 나라 (영화)
"불의 나라"는 1989년에 개봉한 대한민국의 영화이다. 1990년 26회 백상예술대상(영화 여자최우수연기상)을 정은하 역을 맡은 장미희가 수상하였다.

## 캐스팅
- 이덕화 : 백찬규 역
- 장미희 : 정은하 역
- 한지일 : 김민호 역
- 정승호 : 한길수 역
- 전무송 : 신 사장 역
- 양택조 : 무라까미 역
- 이해룡 : 고 사장 역
- 진봉진 : 박 국장 역
- 신충식 : 권 이사 역
- 이숙희 : 영미 역
- 주호성 : 운전수 역
- 오희찬 : 절도사내 역
- 신찬일 : 형사 1 역
- 이기영 : 형사 2 역
- 원종현 : 종업원 역
- 이석구 : 깡패 역
- 윤일주 : 조사관 역
- 김기종 : 부유한사내 역
- 안혜리 : 호스티스 역
- 이유진 : 호스티스 역
- 서경선 : 호스티스 역
- 박미영 : 호스티스 역
- 김지은 : 여점원 역
- 김영호 : 꼬마 역
- 장인한 : 점장이 역

## 같이 보기
- 불의 나라
- 물의 나라
- 물의 나라